# Matt Barber (Leichtathlet)
Matt Barber (eigentlich Matthew William Barber; * 26. Februar 1956) ist ein ehemaliger australischer Kugelstoßer.
Bei den Commonwealth Games 1982 in Brisbane wurde er Sechster.
1980 und 1982 wurde er Australischer Meister. Seine persönliche Bestweite von 18,40 m stellte er am 4. Oktober 1981 in Perth auf.